# رود توئول
رود توئول (به لاتین: Tuul River) یک رود در مغولستان است که در استان تو واقع شده‌است.